# Melanodolius metuendus
Melanodolius metuendus là một loài tò vò trong họ Ichneumonidae.